# Kratovo (ciudad de Macedonia del Norte)
Kratovo (en macedonio: Кратово) es un pequeño pueblo que forma parte del municipio de Kratovo en Macedonia del Norte ubicado al oeste del Monte Osogovo y a una altitud de 600 m (1968′ 6″) sobre el nivel del mar. Existe un clima tranquilo al estar localizado en el cráter de un volcán extinto. Es conocido por sus puentes y torres. Durante el periodo del Imperio Romano era conocido como Tranatura localizado junto a una ciudad moderna. Estaba al alado de una mina que fue tomada por las autoridades locales. No queda nada del asentamiento formado, con embargo, hay remanentes de fortificaciones romanas encontradas en Zdravče acerca de la ciudad. Los imperios bizantino y búlgaro gobernaron el área posteriormente.

## Cultura
Kratovo es conocida por los varios remanentes del pasado. Uno de sus símbolos son sus torres hechas de piedra. Había 12 de ellas, pero actualmente solo seis permanecen (Saat o torre del reloj, Simić, Krstev, Eminbeg, Zlatković y Hadži Kostov). Las torres fueron construidas a finales de la Edad Media, iniciando en el siglo XIV y utilizadas como defensa y almacén. Los puentes de Kratovo son otra de sus características.
La ciudad cuenta con arquitectura del siglo XIX y una galería de arte única de niños, con pinturas exhibidas en varias partes del mundo. Muchas organizaciones han trabajado para reconstruir la ciudad. Una de esas organizaciones es la Universidad de Florida que ha trabajado en un programa de manipulación de desechos para ayudar a Macedonia del Norte a ganar reconocimiento de la Unión Europea.

## Deporte
El club deportivo más popular de Kratovo es el FK Sileks que juega en el Gradski Stadion Kratovo. Fue campeón nacional de Macedonia del Norte en tres ocasiones a finales de los años 1990.